# Agapetus pedarius
Agapetus pedarius là một loài Trichoptera trong họ Glossosomatidae. Chúng phân bố ở miền Cổ bắc.